# Stazione di Dromod
La stazione di Dromod  è una stazione ferroviaria che fornisce servizio a Dromod, contea di Leitrim, Irlanda. Attualmente la linea che vi passa è l'Intercity Dublino–Sligo. La stazione fu aperta il 3 dicembre 1862 e chiusa al traffico di merci il 3 novembre 1975.

## Servizi ferroviari

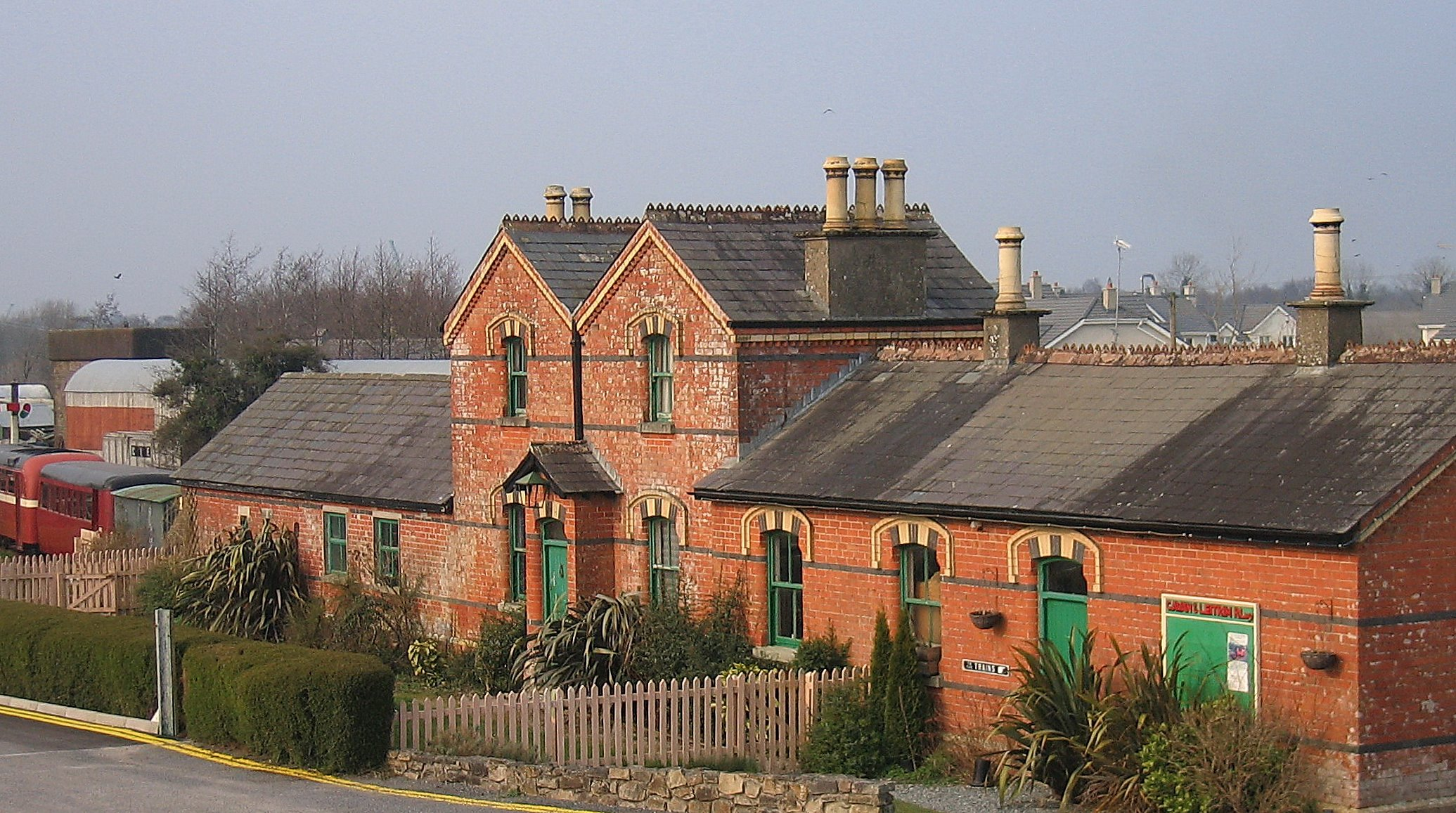
C & L Railway Stazione, Dromod

- Intercity Dublino–Sligo

## Servizi
- Servizi igienici
- Capolinea autolinee